# Hans Holt
Hans Holt, född 22 november 1909 i Wien, Österrike-Ungern, död 3 augusti 2001 i Baden, Österrike, var en österrikisk skådespelare. Holt scendebuterade 1930 på Volkstheater i Wien, och filmdebuterade 1935. På film gjorde han bland annat rollerna som Wolfgang Amadeus Mozart i Den gudarna älska 1942, och Baron von Trapp i Flykten västerut och dess uppföljare Die Trapp-Familie in Amerika på 1950-talet. Han tilldelades 1987 det tyska filmpriset Filmband in Gold för sin samlade karriär.

## Filmografi (i urval)
- 1937 – En flicka till sjöss
- 1938 – Väninnor emellan
- 1940 – Det fattas en karl
- 1940 – Du stal min dotter
- 1942 – Den gudarna älska
- 1943 – Mina fyra män
- 1948 – Ängel med basun
- 1956 – Flykten västerut
- 1958 – Resan till Rom
- 1962 – Sången är mitt liv